# Dorlisheim
Dorlisheim is een gemeente in het Franse departement Bas-Rhin (regio Grand Est). De plaats maakt deel uit van het arrondissement Molsheim. Dorlisheim telde op 1 januari 2022 2.626 inwoners. In Dorlisheim is de fabriek van Bugatti gevestigd, ook het familiegraf van de familie Bugatti is er te vinden, met daarin Ettore en Rembrandt Bugatti.

## Geografie
De oppervlakte van Dorlisheim bedroeg op 1 januari 2022 11,53 vierkante kilometer; de bevolkingsdichtheid was toen 227,8 inwoners per km².

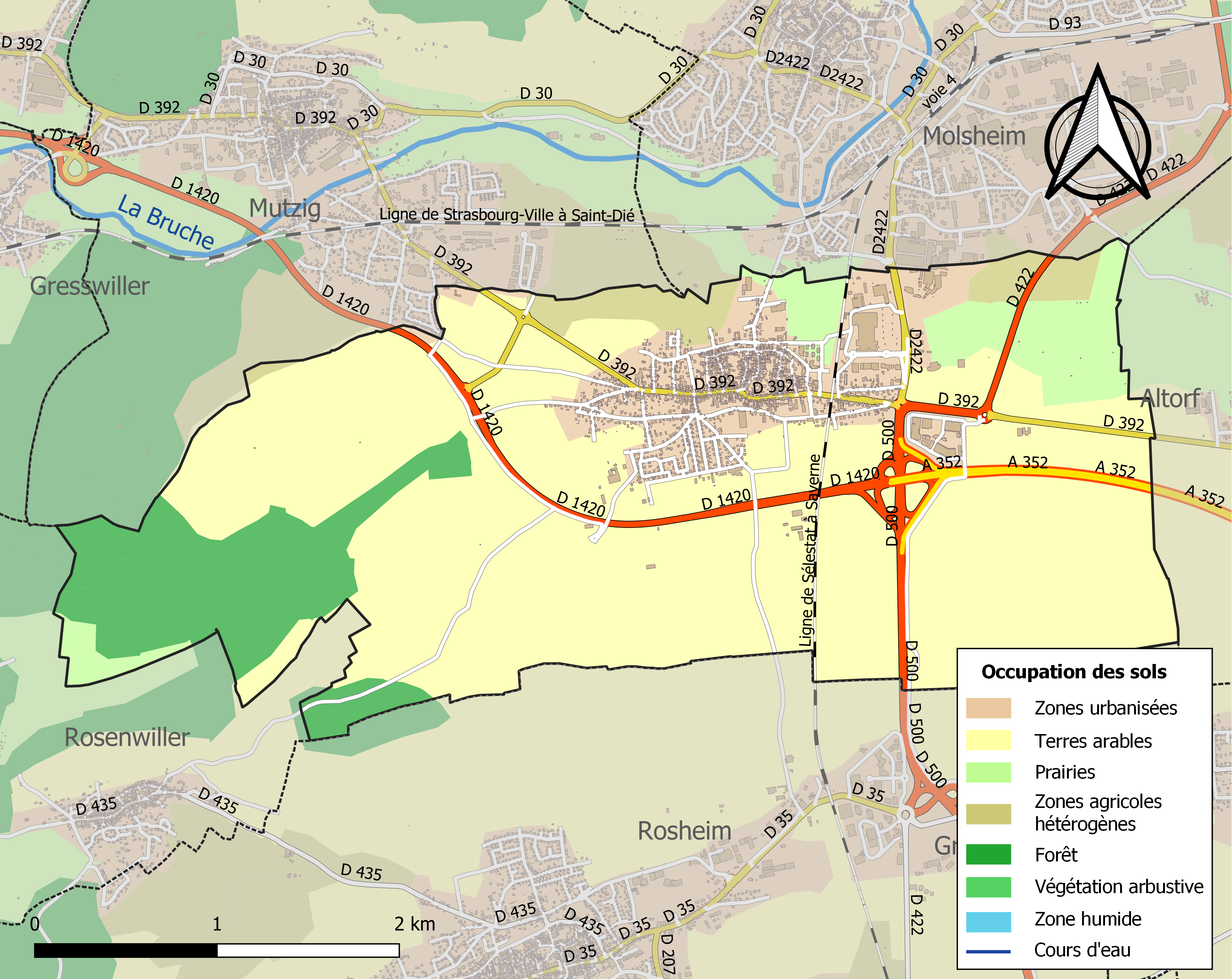
Kaart van de gemeente met de belangrijkste infrastructuur, bodemgebruik en omliggende gemeenten

## Demografie
Onderstaande figuur toont het verloop van het inwonertal (bron: INSEE-tellingen).